# Mösting (Mondkrater)
Mösting ist ein 26 km großer, sehr tiefer Mondkrater am gebirgigen Rand des Sinus Medii, nahe der Mitte der sichtbaren Mondhälfte. Er liegt zwischen den Kratern Flammarion im Südosten und Sömmering im Nordwesten.
Mösting hat einen scharfen, regelmäßigen Kraterwall und ist kaum erodiert, was auf ein relativ junges Alter hinweist. Etwa 70 km südlich liegt der kleinere Nebenkrater Mösting A, der wegen seiner exakt runden Form im 19. Jahrhundert als Referenzpunkt für die Messung selenografischer Koordinaten gewählt wurde. Seine Koordinaten sind 3°10'47" Süd, 5°09'50" West.
Mösting hat neun Nebenkrater:
| Buchstabe | Position         | Durchmesser | Link |
| --------- | ---------------- | ----------- | ---- |
| A         | 3,23° S, 5,24° W | 12 km       |      |
| B         | 2,73° S, 7,44° W | 7 km        |      |
| C         | 1,83° S, 8,16° W | 4 km        |      |
| D         | 0,38° S, 5,16° W | 7 km        |      |
| E         | 0,19° N, 4,62° W | 36 km       |      |
| K         | 0,77° S, 7,41° W | 3 km        |      |
| L         | 0,71° S, 3,47° W | 4 km        |      |
| M         | 1,36° S, 4,42° W | 32 km       |      |
| U         | 3,14° S, 6,62° W | 18 km       |      |

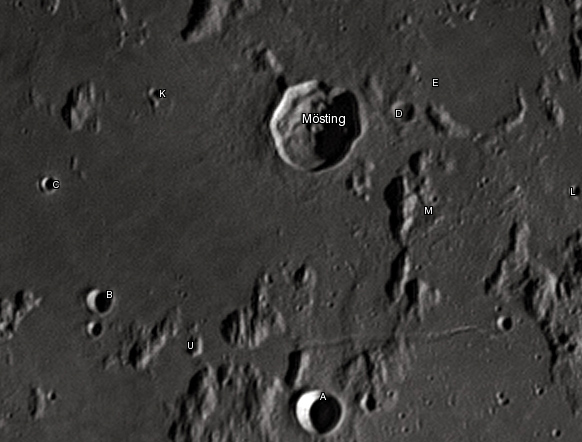
Mösting und seine Nebenkrater

Im Jahre 1935 wurde der Krater offiziell von der IAU nach dem dänischen Mitbegründer Johannes von Mösting der Zeitschrift "Astronomische Nachrichten" benannt.